# Lora Fairclough
Lora Fairclough (Chorley, Lancashire, 17 januari 1970) is een professioneel golfster uit Engeland.

## Amateur
Als amateur speelde Fairclough op de Chorley Golf Club in Heath Charnock, waar zij een speciale handicap kreeg vanaf de herentees om zo ook met hun toernooien te mogen meedoen. Zij speelde voor Lancashire, werd jeugdkampioene van Engeland en won het Scholenkampioenschap.

### Gewonnen
- 1989: Northern Championship
- 1990: Northern Championship

### Teams
- Vagliano Trophy (namens Groot-Brittannië): 1989

## Professional
Fairclough is sinds 8 januari 1991 professional en speelt sindsdien op de Ladies European Tour (LET). Tussen 1993 en 1999 stond zij vijf keer in de top-10 van de LET Order of Merit.
In 1999 scoorde Fairclough het winnende punt bij de 3de Praia D'El Rey European Cup in Portugal. Een team van de LET speelde tegen een team van de European Senior Tour. De eerste editie was door de heren gewonnen, de tweede editie eindigde in gelijke stand waardoor de heren de Cup mochten behouden, maar nu wonnen de dames met 11-9.

### Gewonnen
- 1993: IBM Ladies' Open
- 1995: Ford Golf Classic, Ladies European Masters
- 1998: Ladies' German Open

### Teams
- Solheim Cup: 1994
- Praia d'El Rey European Cup: 1999 (winnaars)